# Tusse
Tusse, pseudonimo di Tousin Michael Chiza (Kinshasa, 1º gennaio 2002), è un cantante della Repubblica Democratica del Congo naturalizzato svedese.
Ha rappresentato la Svezia all'Eurovision Song Contest 2021 con il brano Voices.

## Biografia
Nato nella Repubblica Democratica del Congo, Tusse è arrivato in Svezia da solo e dal 2015 risiede nel villaggio di Kullsbjörken nella parte centrale del paese. È salito alla ribalta nel 2018 con la sua partecipazione al talent show di TV4 Talang, dove è arrivato fino alle semifinali. L'anno successivo ha partecipato a un altro talent show di TV4, Idol, che ha finito per vincere, garantendogli un contratto discografico con la Universal Music Sweden.
Nel 2021 il cantante ha preso parte a Melodifestivalen, il programma di selezione del rappresentante svedese per l'Eurovision Song Contest, dove ha presentato l'inedito Voices. Nella finale del 13 marzo è risultato il più votato dalle giurie internazionali e dal pubblico svedese, diventando di diritto il rappresentante eurovisivo nazionale a Rotterdam. Voices ha raggiunto la prima posizione della hit parade svedese ed è stata certificata doppio disco di platino con oltre 160 000 copie vendute a livello nazionale.
Nel maggio successivo, dopo essersi qualificato dalla prima semifinale, Tusse si è esibito nella finale eurovisiva, dove si è piazzato al 14º posto su 26 partecipanti con 109 punti totalizzati.

## Discografia

### EP
- 2022 – Happiness Before Love

### Singoli
- 2019 – How Will I Know
- 2019 – Rain
- 2020 – Innan du går
- 2020 – Jag tror på sommaren
- 2020 – Crash
- 2021 – Voices
- 2021 – Grow
- 2021 – This Is Our Christmas Song
- 2022 – Brevet från Lillan
- 2022 – Got to Rise Up
- 2022 – Dream of Gold
- 2022 – I Wanna Be Someone Who's Loved
- 2023 – Home
- 2023 – I Won't Spend Christmas on My Own (con April Snow)